# Học viện Điện ảnh Bắc Kinh
Học viện Điện ảnh Bắc Kinh (北京电影学院/北京電影學院), gọi tắt Bắc Điện (北电/北電) hoặc Bắc Ảnh (北影) là một trường đại học quốc lập hàng đầu của Trung Quốc trong lĩnh vực điện ảnh và được đánh giá là một trong những đại học lớn nhất và có tiếng nhất ở châu Á về điện ảnh với nhiều cựu học viên thành danh ở tầm quốc tế.

## Lịch sử
Học viện Điện ảnh Bắc Kinh được thành lập tháng 5 năm 1950 với tên ban đầu Sở Nghiên cứu Nghệ thuật biểu diễn thuộc Cục Điện ảnh - Bộ Văn hóa Trung Quốc (表演艺术研究所) với 38 sinh viên nhập học khóa đầu tiên. Tới tháng 7 năm 1951 trường được đổi tên thành Trường Điện ảnh thuộc Cục Điện ảnh (电影学校), đến tháng 3 năm 1953 trường được đổi tên một lần nữa thành Trường Điện ảnh Bắc Kinh (北京电影学校) và tới tháng 6 năm 1956 thì trường bắt đầu có tên như hiện tại Học viện Điện ảnh Bắc Kinh. Cơ sở chính của Học viện nằm tại quận Hải Điến của thành phố Bắc Kinh, đây cũng là nơi tập trung phần lớn các đại học lớn của thành phố như Đại học Bắc Kinh, Đại học Thanh Hoa.
Khi mới thành lập trường có hai khoa là Khoa Nhiếp ảnh và Khoa hoạt hình, tới năm 1951 Khoa Biên kịch được thành lập , tiếp nối là Khoa Diễn xuất vào năm 1956 . Trong thời gian Cách mạng Văn hóa, Học viện Điện ảnh Bắc Kinh cũng chịu nhiều ảnh hưởng khi nhiều giáo sư phải rời bỏ trường và họ chỉ có thể quay lại vào đầu năm 1976 khi Cách mạng Văn hóa chấm dứt. Tới năm 1978 trường mới tuyển sinh trở lại.
Ngày 25 tháng 12 năm 2016, Học viện Điện ảnh Bắc Kinh đã tổ chức lễ khởi công xây dựng khu học xá mới Hoài Nhu tại trấn Dương Tống, quận Hoài Nhu, khuôn viên mới có diện tích khoảng 667 mẫu, tổng vốn đầu tư khoảng 2,8 tỷ nhân dân tệ. Khi hoàn thành, với thiết kế cảnh quan khuôn viên trường liên quan đến các giải thưởng điện ảnh, giai đoạn đầu của dự án dự kiến sẽ được đưa vào sử dụng vào năm 2019.

## Tuyển sinh
Học viện Điện ảnh Bắc Kinh là một trong những trường có chỉ tiêu tuyển sinh ít nhất và tỷ lệ thí sinh bị đào thải vào hàng cao nhất tại Trung Quốc. Trong năm 2009, số lượng thí sinh đăng ký dự thi lên đến 1,3 triệu người trong khi dự kiến tuyển sinh chỉ có 440 người, tỷ lệ đào thải hơn 96%. Thí sinh phải vượt qua một loạt các phần thi năng khiếu để nhận được Thư thông báo được tham gia kỳ thi văn hoá, cuối cùng phải vượt qua kỳ thi tuyển sinh đại học Cao khảo toàn quốc với số điểm chuẩn để được nhận vào Bắc Ảnh.

## Đào tạo
Học viện đào tạo bằng cấp cao đẳng, cử nhân và thạc sĩ trong nhiều lĩnh vực điện ảnh. Học viện Điện ảnh Bắc Kinh đào tạo các khóa học về kịch bản, kiến thức điện ảnh, đạo diễn phim, sản xuất phim điện ảnh và truyền hình, diễn xuất, thiết kế phim điện ảnh và truyền hình, quảng cáo, phim hoạt hình, âm thanh, nhiếp ảnh, và quản lý giải trí.
Lớp học và các phòng ban
1. Các học viện gồm:
- Biểu diễn nghệ thuật
- Mỹ thuật
- Hoạt hình
- Nhiếp ảnh
- Ghi âm
- Quản lý
- Nghiên cứu Quốc tế
- Giáo dục thường xuyên
- Diễn xuất

2. 8 bộ môn và 12 chuyên ngành liên gồm:
- Khoa đạo diễn nghệ thuật
- Công nghệ phim ảnh và truyền hình
- Đạo diễn phim
- Khoa lý thuyết điện ảnh
- Nghiên cứu phim
- Khoa quản lý
- Quản lý sản xuất phim và phân phối
- Khoa nhiếp ảnh
- Thuật chiếu phim
- Khoa biên kịch và nghiên cứu điện ảnh
- Kịch bản phim
- Khoa ghi âm
- Cơ bản

3. Hằng năm tuyển chọn khoảng 15 sinh viên quốc tế sau đại học.

## Cơ sở vật chất
Một trong những thế mạnh của Viện Điện ảnh Bắc Kinh là số lượng lớn cơ sở vật chất và trang thiết bị hiện đại. Bao gồm:
- Xuất bản Tác phẩm Nghe nhìn
- Thư viện
- Trung tâm nghiên cứu nghệ thuật kỹ thuật số
- Ban Biên tập Tạp chí
- Phòng thí nghiệm Phim điện ảnh và Truyền hình
- Trung tâm sản xuất chương trình truyền hình
- Trung tâm nghiên cứu lý thuyết điện ảnh
- Studio phim dành cho thanh niên

Studio phim dành cho thanh niên là nơi có nhiều sản phẩm của giảng viên và sinh viên. Hơn 70 bộ phim đã được sản xuất ở đó kể từ khi studio mở cửa vào năm 1979. Các bộ phim sản xuất tại phòng thu đã giành được giải thưởng địa phương, quốc gia và quốc tế. Ngoài ra, phòng thu thanh niên là nơi nhiều bộ phim quốc tế được lồng tiếng.

## Cựu sinh viên
,Xem thêm: Danh sách sinh viên tiêu biểu Học viện điện ảnh Bắc Kinh
Sau nửa thế kỷ thành lập, Học viện Điện ảnh Bắc Kinh đã đào tạo rất nhiều tên tuổi lớn của làng nghệ thuật và giải trí Trung Quốc.
Trong đó có bộ ba đạo diễn nổi tiếng nhất của thế hệ đạo diễn thứ năm của điện ảnh Trung Quốc là Điền Tráng Tráng, Trần Khải Ca (cùng tốt nghiệp khóa đạo diễn năm 1978), và Trương Nghệ Mưu (tốt nghiệp khóa quay phim năm 1978) và các đạo diễn nổi tiếng khác như Vương Tiểu Soái và Lâu Diệp (cùng khóa 1985), Ninh Hạo (khóa nhiếp ảnh 1999). Hai diễn viên được xếp vào danh sách "Tứ đại hoa đán" của Trung Quốc là Triệu Vy và Từ Tĩnh Lôi đều tốt nghiệp diễn viên bậc đại học và đạo diễn bậc cao học (khóa 2006) của Học viện Điện ảnh Bắc Kinh.
Về mặt diễn xuất, Khoa Diễn xuất của Học viện đã đào tạo rất nhiều tên tuổi cho điện ảnh và truyền hình Trung Quốc như:
- khóa 1978: Trương Phong Nghị, Trương Thiết Lâm
- khóa 1985: Đường Quốc Cường
- khóa 1988: Tưởng Văn Lệ, Hứa Tình
- khóa 1989: Du Phi Hồng
- khóa 1993: Giả Chương Kha, Từ Tịnh Lôi
- khóa 1994: Tưởng Cần Cần
- khóa 1996: Triệu Vy, Trần Khôn, Hoàng Hiểu Minh
- khóa 1999: Diêu Thần
- khóa 2001: Huỳnh Thánh Y, Giả Nãi Lượng, Vương Lạc Đan,
- khóa 2002: Lưu Diệc Phi, La Tấn
- khóa 2005: Dương Mịch, Kinh Siêu , Quý Tiêu Băng
- khóa 2006: Chu Nhất Long, Bành Quán Anh, Trạch Thiên Lâm, Mã Thiên Vũ, Trương Gia Nghê
- khóa 2007: Cảnh Điềm, Trịnh Sảng, Trương Nhược Quân
- khóa 2008: Đậu Kiêu
- khoá 2009: Trương Vân Long, Ngô Cẩn Ngôn, Đàm Tùng Vận
- khóa 2010: Trương Nhất Sơn, Lý Hiện, Dương Tử
- Khóa 2011: Châu Đông Vũ, Cổ Lực Na Trát
- Khóa 2015: Lý Minh Đức
- Khóa 2016: Tôn An Khả, Quan Hiểu Đồng, Châu Dã
- Khoá 2017: Vương Tuấn Khải, Trương Tịnh Nghi
- Khóa 2018: Ngô Lỗi, Tống Tổ Nhi, Hoàng Tuấn Tiệp
- Khóa 2019: Trang Đạt Phi, Trần Phi Vũ, Trương Khang Lạc
- Khóa 2020: Trương Tử Phong, Yên Hủ Gia, Vương Tử Thuần, Châu Kỳ, Hạ Mộng, Vương Nhất Minh,...
- Khóa 2021:  Đinh Trình Hâm
- Khoá 2022: Nghiêm Hạo Tường, Hà Lạc Lạc,  Biên Trình
- Khóa 2023: Dương Tâm Nghi, Trang Dịch Nam, Hi Tây, Trương Hiên Manh.
- Khóa 2024: Mã Bách Toàn